# Acanalador

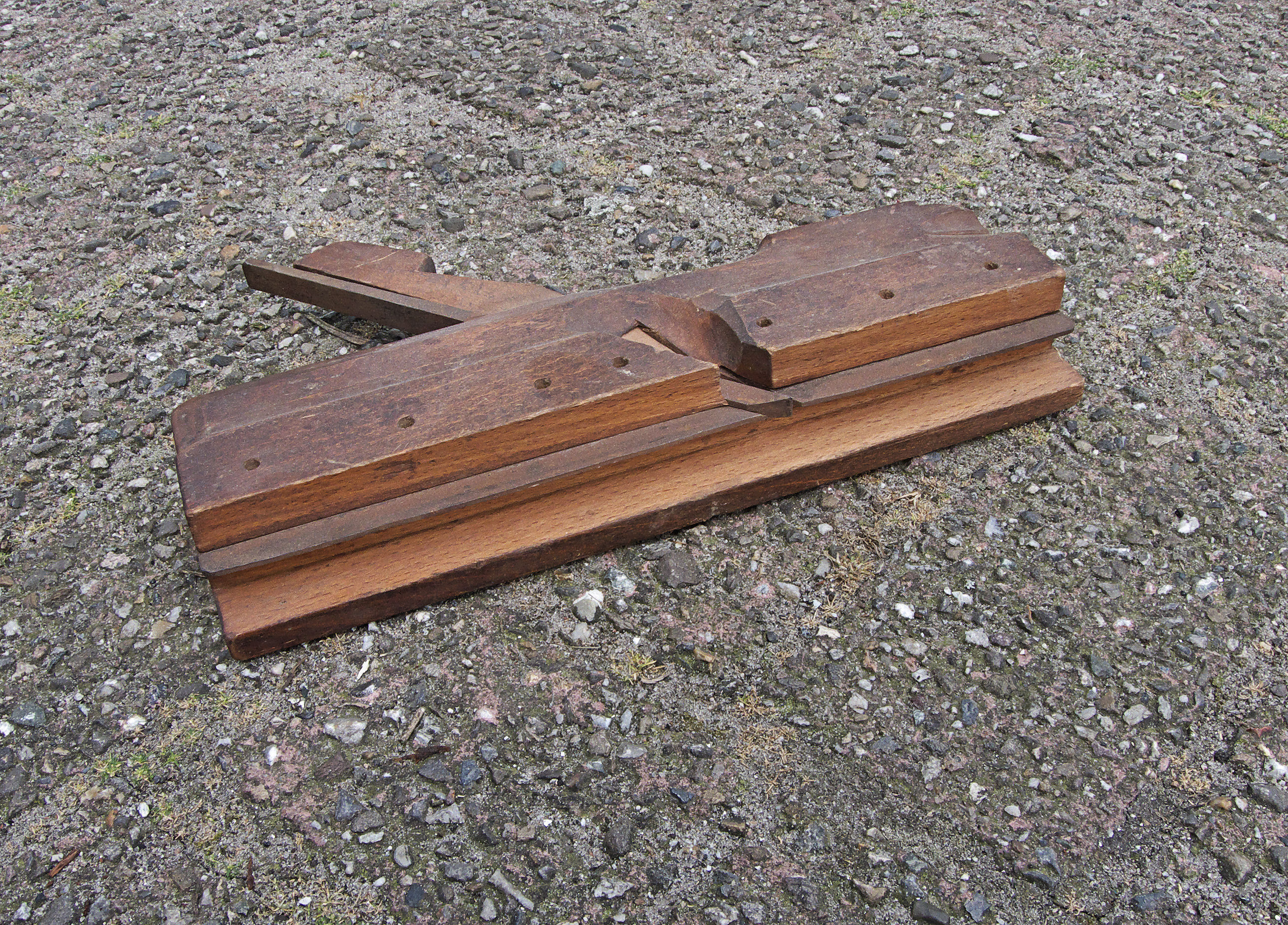
Acanalador

Un acanalador (también llamado canalador y guillame de ensamblar) es una especie de cepillo que usan los carpinteros para abrir en los cercos y peinazos de puertas y ventanas los canales en que los que entran y quedan asegurados los tableros

## Forma y composición
Se componen de un hierro de forma adecuada y acuñado en una caja de cepillo. Su tamaño y forma varían según el uso al que se destinan; a veces están dispuestos de manera que trabajando en un sentido pueda abrir canales y en el otro labrar lengüetas.
Algunos llevan una empuñadura que facilita su manejo y otros van pareados o acoplados; en otros tipos es posible variar la profundidad de la canal y su distancia con respecto al borde de la pieza.